# VCL (Delphi)
VCL ali Visual Component Library so knjižnice, ki jih je razvilo podjetje Borland (po novem Codegear) za razvoj aplikacij na operacijskih sistemih Microsoft Windows. Uporabljajo se pri programiranju s programskim orodjem Delphi in C++Builder.